# 게키단 히토리
게키단 히토리(일본어: 劇団ひとり)는 일본의 희극 배우, 작가이다. 본명은 카와시마 쇼고(일본어: 川島 省吾). 지바현 지바시 태생.
소속사는 오타 프로덕션이며 배우자는 오사와 아카네이다. 아버지의 직업이 일본 항공의 조종사이고, 어머니는 승무원이었던 관계로, 초등학교 2학년부터 5학년까지 미국 알래스카 앵커리지에서 살았었다. 전 야구선수 오사와 게이지의 손녀인 오사와 아카네와 2009년 결혼하였다.

## 작품

### 드라마
- 2005년 7월 ~ 9월 후지TV 전차남 - 마츠나가 유사쿠(松永勇作) 역
- 2005년 10월 6일 후지TV 전차남 또하나의 최종회 스페셜(電車男 もう一つの最終回スペシャル) - 마츠나가 유사쿠 역(실질적 주연)
- 2006년 9월 23일 후지TV 전차남 DELUXE 최후의 성전(電車男 DELUXE 最後の聖戦) - 마츠나가 유사쿠 역
- 2006년 《순정 반짝》
- 2010년 《10년 후에도 너를 사랑해》
- 2015년 1월 NHK 대하 드라마 《꽃 타오르다》 - 이토 히로부미 역
- 2016년 1월 TV 도쿄 《우레로 무한대 소녀》
- 2016년 6월 후지TV 《몽타주 3억엔 사건 기담》

### 영화
- 2006년 《극장판 도라에몽: 진구의 공룡대탐험》
- 2006년 《혐오스런 마츠코의 일생》
- 2006년 《7월 24일 거리의 크리스마스》
- 2007년 《도로로》
- 2007년 《버블로 고!! 타임머신은 드럼 방식》
- 2008년 《이키가미》
- 2010년 《골든 슬럼버》
- 2011년 《8일째 매미》
- 2012년 《기린의 날개》
- 2014년 《서툴지만, 사랑》
- 2014년 《청천벽력》 - 도메키 쇼타로 역
- 2014년 《곳고탄 키스참기 선수권 더 무비2 심령러브]》 - 카와시마 쇼고 역
- 2014년 《46》(단편 영화)
- 2015년 《워크》(단편 영화, 감독)
- 2016년 《짱구는 못말려 극장판: 폭풍수면! 꿈꾸는 세계 대돌격》(각본)

## 기타
대한민국의 아이돌 카라의 열혈 팬으로도 알려져 있다.